# Châteauneuf-de-Gadagne
Pour les articles homonymes, voir Châteauneuf et Gadagne.
Châteauneuf-de-Gadagne est une commune française située dans le département de Vaucluse, en région Provence-Alpes-Côte d'Azur.
Ses habitants sont appelés les Gadagniens ou les Castelnovins.

## Géographie

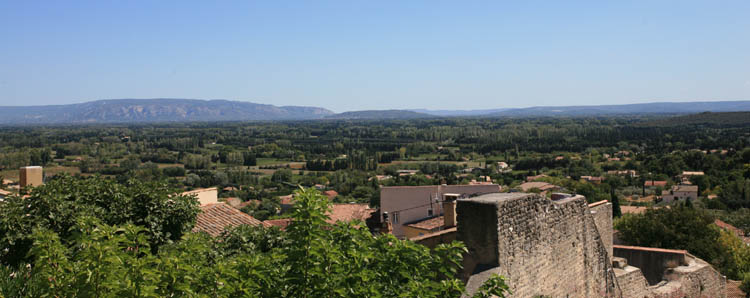
Vue depuis le village sur la plaine puis en fond, le petit Luberon à Gauche, la colline Saint-Jacques de Cavaillon au centre et les Alpilles à droite.

Châteauneuf-de-Gadagne est un village perché, construit en amphithéâtre, sur le versant oriental d'une colline à 13 km d'Avignon.
|                      | Jonquerettes           |         |
| Morières-lès-Avignon | Châteauneuf-de-Gadagne | Le Thor |
|                      | Caumont-sur-Durance    |         |

### Transports

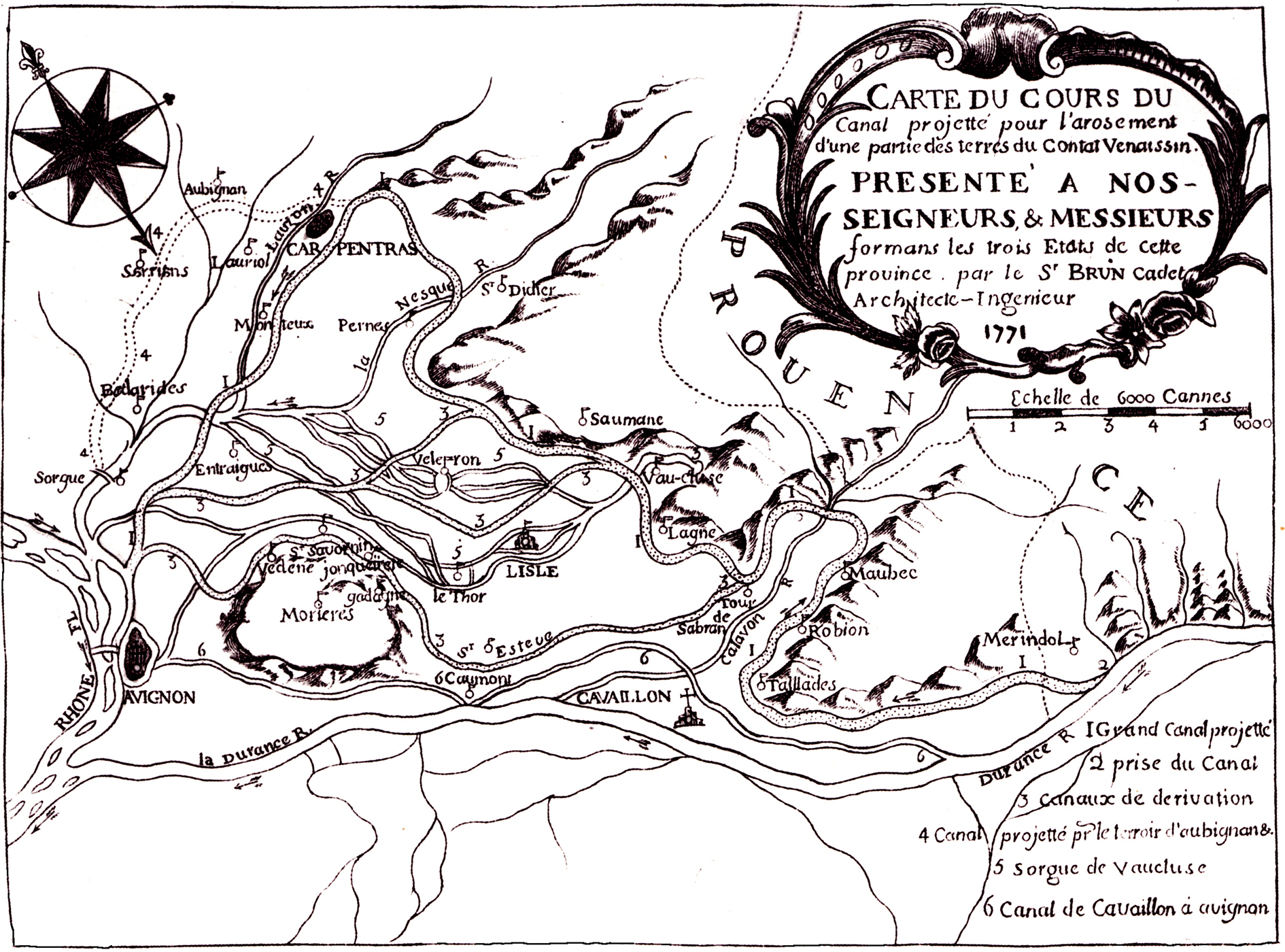
Carte de Brun cadet prévoyant « l'arrosement d'une partie des terres du Comtat Venaissin ».

La route nationale 100 (D 901) traverse la commune sur un axe est-ouest et la route départementale 6 sur un axe nord-sud. Une voie ferrée passe sur la commune qui dispose d'une gare, pour le réseau TER PACA. La gare TGV la plus proche est la gare d'Avignon TGV. La commune est desservie par les sorties de l'autoroute A7 d'Avignon Sud ou Avignon Nord.

### Relief et géologie
Le village est posé sur une colline, massif rocheux de calcaire urgonien, séparant la vallée du Rhône du cœur du Comtat Venaissin et de son importante plaine alluviale très favorable à l'agriculture à l'est.

### Hydrographie
De nombreux[évasif] canaux (passage du canal du Moulin) et cours d'eau (La Sorgue, le Sénot, etc.[évasif]) arrosent la plaine à l'est de la commune.

### Sismicité
Les cantons de Bonnieux, Apt, Cadenet, Cavaillon, et Pertuis sont classés en zone Ib (risque faible). Tous les autres cantons du département de Vaucluse, dont celui de l'Isle-sur-la-Sorgue auquel appartient la commune, sont classés en zone Ia (risque très faible). Ce zonage correspond à une sismicité ne se traduisant qu'exceptionnellement par la destruction de bâtiments.

### Climat
Pour des articles plus généraux, voir Climat de Provence-Alpes-Côte d'Azur et Climat de Vaucluse.
En 2010, le climat de la commune est de type climat méditerranéen franc, selon une étude du Centre national de la recherche scientifique s'appuyant sur une série de données couvrant la période 1971-2000. En 2020, Météo-France publie une typologie des climats de la France métropolitaine dans laquelle la commune est exposée à un climat méditerranéen et est dans la région climatique  Provence, Languedoc-Roussillon, caractérisée par une pluviométrie faible en été, un très bon ensoleillement (2 600 h/an), un été chaud (21,5 °C), un air très sec en été, sec en toutes saisons, des vents forts (fréquence de 40 à 50 % de vents > 5 m/s) et peu de brouillards. 
Pour la période 1971-2000, la température annuelle moyenne est de 13,8 °C, avec une amplitude thermique annuelle de 17,8 °C. Le cumul annuel moyen de précipitations est de 676 mm, avec 5,8 jours de précipitations en janvier et 2,5 jours en juillet. Pour la période 1991-2020, la température moyenne annuelle observée sur la station météorologique de Météo-France la plus proche, « Avignon », sur la commune d'Avignon à 11 km à vol d'oiseau, est de 15,0 °C et le cumul annuel moyen de précipitations est de 648,8 mm. 
La température maximale relevée sur cette station est de 42,8 °C, atteinte le 28 juin 2019 ; la température minimale est de −9,9 °C, atteinte le 2 mars 2005,,. 
Les paramètres climatiques de la commune ont été estimés pour le milieu du siècle (2041-2070) selon différents scénarios d'émission de gaz à effet de serre à partir des nouvelles projections climatiques de référence DRIAS-2020. Ils sont consultables sur un site dédié publié par Météo-France en novembre 2022.

## Urbanisme

### Typologie
Au 1er janvier 2024, Châteauneuf-de-Gadagne est catégorisée ceinture urbaine, selon la nouvelle grille communale de densité à sept niveaux définie par l'Insee en 2022.
Elle appartient à l'unité urbaine d'Avignon, une agglomération inter-régionale regroupant 59  communes, dont elle est une commune de la banlieue,,. Par ailleurs la commune fait partie de l'aire d'attraction d'Avignon, dont elle est une commune de la couronne,. Cette aire, qui regroupe 48 communes, est catégorisée dans les aires de 200 000 à moins de 700 000 habitants,.

### Occupation des sols
L'occupation des sols de la commune, telle qu'elle ressort de la base de données européenne d’occupation biophysique des sols Corine Land Cover (CLC), est marquée par l'importance des territoires agricoles (79,8 % en 2018), en diminution par rapport à 1990 (81,1 %). La répartition détaillée en 2018 est la suivante : 
cultures permanentes (57,4 %), zones agricoles hétérogènes (22,4 %), zones urbanisées (12,9 %), forêts (5,1 %), zones industrielles ou commerciales et réseaux de communication (2,2 %). L'évolution de l’occupation des sols de la commune et de ses infrastructures peut être observée sur les différentes représentations cartographiques du territoire : la carte de Cassini (XVIIIe siècle), la carte d'état-major (1820-1866) et les cartes ou photos aériennes de l'IGN pour la période actuelle (1950 à aujourd'hui).

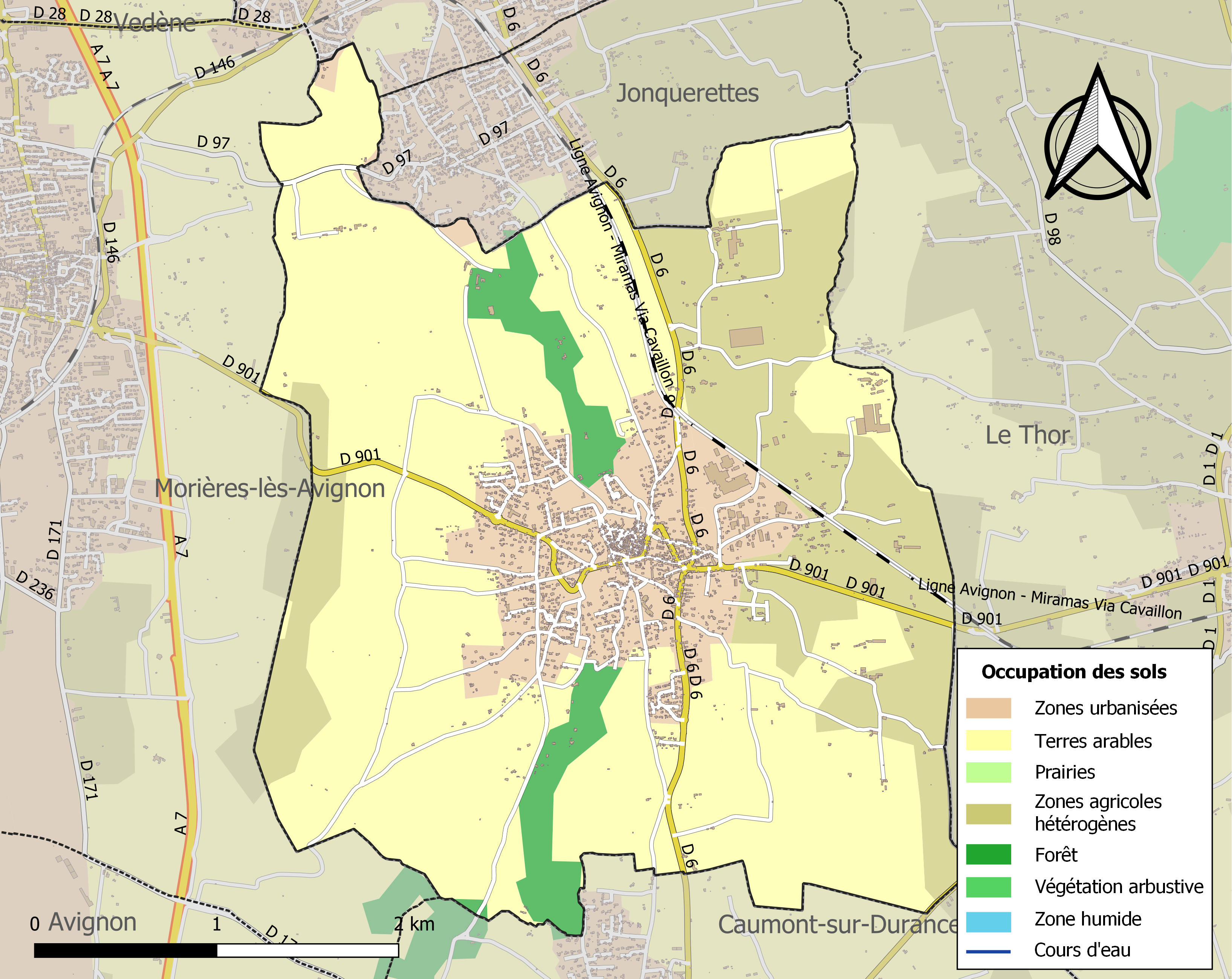
Carte des infrastructures et de l'occupation des sols de la commune en 2018 (CLC).

## Toponymie
Au XIIe siècle, son nom Castèu Nou Destrau changea en mai 1162, quand Giraud Amic, cadet de la maison de Sabran en prit possession. Le village devint désormais Castrum novum Giraudi Amici ou castèu Nou de Moussen Girau. Une des formes les plus courantes est de Castro novo, attestée en 1202.
En 1669, Charles-Félix de Galéan, lieutenant général des armées de Louis XIV acheta ce fief. En novembre de la même année, une bulle pontificale de Clément IX éleva ces terres au rang de duché. La mère du général étant une Guadagni, désormais son nom servit à qualifier Châteauneuf. Jusqu'à cette transaction, le bourg était nommé Châteauneuf-Lamic.
En occitan-provençal, Frederic Mistral, dans Lou Tresor dóu Felibrige (1878), signale Castèu-Nòu-de-Gadagno (selon norme mistralienne; selon la norme classique cela donne Castèu Nòu de Gadanha).

## Histoire

### Préhistoire et antiquité
Durant la préhistoire, il n'y eut pas d'habitat fixe sur cette colline dominant la vallée du Rhône. Elle servit uniquement de territoire de chasse comme l'atteste l'outillage lithique et les débris de poterie trouvés sur ce territoire.
La colonisation romaine ne fut pas plus importante. Les fouilles, jusqu'à présent, n'ont livré qu'une stèle funéraire sur le plateau de Campbeaux et un tombeau à mobilier, daté de la fin du IIIe siècle, sur le chemin de Jonqueret.

### Moyen Âge
Ce fut au cours du haut Moyen Âge qu'un vicus s'installa à Campbeaux. Des fouilles anciennes, faites en 1887 et 1912, ont permis d'exhumer, la première fois dix-huit sépultures, la seconde dix-sept. Au Xe siècle, le village fortifié, qui s'est formé sur son emplacement actuel autour d'un castrum, prit une hache comme emblème et elle fut gravée sur le linteau de ses portes. Son nom est attesté comme Castèu Nou Destrau au XIIe siècle.

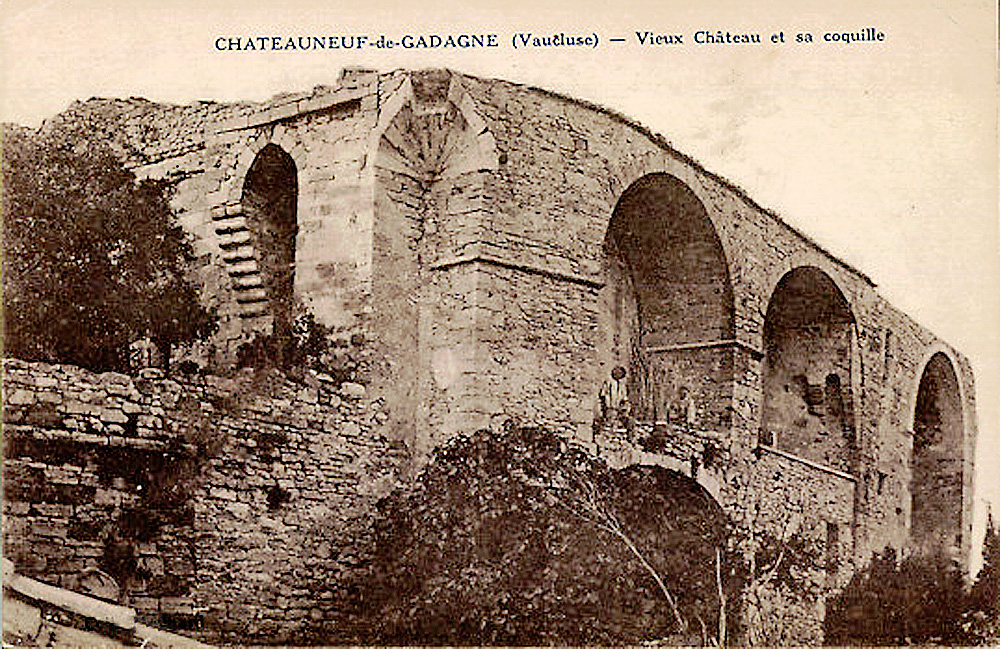
Vieux château de Châteauneuf-de-Gadagne et sa coquille.

Ce fief, sous la suzeraineté des comtes de Toulouse, marquis de Provence, fut alors attribué comme mense à l'abbaye de Saint-Guilhem-le-Désert. Puis, il échut, en mai 1162, à Giraud Amic, cadet de la maison de Sabran. Il prit désormais comme nom Castrum novum Giraudi Amici ou castèu Nou de Moussen Girau. Mais cette famille dut partager sa seigneurie avec les Templiers.
En 1274, les Amic, devenus vassaux du pape, en rendirent hommage à Guillaume de Villaret, recteur du Comtat Venaissin. Jean XXII acquit la haute suzeraineté sur ce fief en 1323.
Le 24 juillet 1371, Giraud de Simiane, seigneur de Caseneuve, acheta aux Giraud Amic la terre et la baronnie de Châteauneuf. Il dut alors leur verser la somme de 6 000 florins. Ce Guiran de Simiane (?-v.1385), viguier de Marseille (1351), lieutenant du sénéchal (1382), chevalier, fut baron de Caseneuve, seigneur d'Apt et de Gordes après la mort de son frère aîné, Bertrand-Raimbaud. Il fut le petit-fils de Guiran de Simiane, viguier de Marseille (1314), baile-juge d'Apt (1326), baron de Caseneuve et coseigneur d'Apt. Il épousa Dauphine de Sabran. Le 24 juillet 1371, il acquit la seigneurie de Châteauneuf dans le Comtat Venaissin de Giraud Amic de Sabran. Lors de la guerre de l'Union d'Aix, il prit parti pour le duc d'Anjou, en avril-mai 1382.

### Les Templiers
Une « Maison du Temple » est attestée dès 1170. Ainsi qu'un legs de terres, près des rives de la Sorgue, au lieu-dit Cénot, en 1221.
Celui-ci avait été fait par Giraud Amic III. Peu après sa mort, Tiburge des Baux, sa veuve, et leur fils Giraud Amic IV, contestèrent ce don. Il y eut arbitrage. Les Iempliers restèrent en possession de leurs terres, mais perdirent leurs droits seigneuriaux sur celles-ci.

### Renaissance
En pleines guerres de religion, au cours du mois d'août 1562, le village et ses terres fut attaqué par le baron des Adrets. Le curé ayant désiré rester pour s'opposer au baron protestant, il fut occis, son presbytère brûlé. Cet incendie mit le feu à tout le village. Puis la peste de 1586 suivit faisant des coupes claires dans la population.
Au XVIIe siècle, ce fief passa entre les mains d'une nouvelle famille. En 1669, Charles-Félix de Galéan, lieutenant général des armées de Louis XIV et compagnon du grand Turenne, appartenant à une puissante famille d'origine génoise, installée à Avignon depuis le milieu de XIVe siècle, acheta ce fief. L'acte fait état d'une transaction qui s'éleva à 68 000 écus.
En novembre de la même année, une bulle pontificale de Clément IX éleva ces terres au rang de duché. La mère du général étant une Guadagni, désormais son nom servit à qualifier Châteauneuf. La famille des Gadagne de Châteauneuf s'est éteinte en 1925.

### Période moderne
En 1720, la commune ne put échapper à la Grande peste et afin qu'un tel fléau ne puisse se renouveler, les habitants firent édifier une chapelle dédiée à saint Roch sur la place de la Pastière.
Le 12 août 1793 fut créé le département de Vaucluse, constitué des districts d'Avignon et de Carpentras, mais aussi de ceux d'Apt et d'Orange, qui appartenaient aux Bouches-du-Rhône, ainsi que du canton de Sault, qui appartenait aux Basses-Alpes.

### Période contemporaine

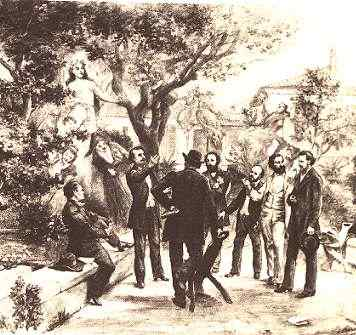
Réunion du Félibrige en 1854, au château de Font-Ségugne, à Châteauneuf-de-Gadagne.

Le 21 mai 1854, Alphonse Tavan, Frédéric Mistral, Joseph Roumanille, Théodore Aubanel, Anselme Mathieu, Paul Giéra et Jean Brunet fondent à Châteauneuf-de-Gadagne, au château de Font-Ségugne, le Félibrige, réunion de poètes provençaux.

### Héraldique
| Blason de Châteauneuf-de-Gadagne | Les armes peuvent se blasonner ainsi : De gueules aux deux pals d'or, à l'écusson d'argent à la bande de sable remplie d'or accompagnée de deux roses de gueules, brochant en abîme sur le tout. Devise : l'obstacle augmente mon ardeur. |

## Politique et administration

### Liste des maires
| Période                                  | Période      | Identité         | Étiquette | Qualité                               |
| ---------------------------------------- | ------------ | ---------------- | --------- | ------------------------------------- |
| 1945                                     | 1947         | Thomas Respaut   |           |                                       |
| 1947                                     | 1959         | Xavier Galzy     |           |                                       |
| mars 1959                                | mars 1971    | Raoul Milhaud    |           |                                       |
| mars 1971                                | mars 1977    | Charles Roure    |           |                                       |
| mars 1977                                | mars 1983    | Pierre Kreitmann |           | Officier d'artillerie puis industriel |
| mars 1983                                | 1985 (décès) | Guy Aimadieu     |           |                                       |
| 1985                                     | 2020         | Pierre Molland   | DVG       | Cadre bancaire retraité               |
| 2020                                     | En cours     | Etienne Klein    |           | Chercheur                             |
| Les données manquantes sont à compléter. |              |                  |           |                                       |

## Démographie
L'évolution du nombre d'habitants est connue à travers les recensements de la population effectués dans la commune depuis 1793. Pour les communes de moins de 10 000 habitants, une enquête de recensement portant sur toute la population est réalisée tous les cinq ans, les populations de référence des années intermédiaires étant quant à elles estimées par interpolation ou extrapolation. Pour la commune, le premier recensement exhaustif entrant dans le cadre du nouveau dispositif a été réalisé en 2006.

En 2022, la commune comptait 3 495 habitants, en évolution de +5,78 % par rapport à 2016 (Vaucluse : +1,73 %, France hors Mayotte : +2,11 %).
| 1793 | 1800 | 1806  | 1821  | 1831  | 1836  | 1841  | 1846  | 1851  |
| ---- | ---- | ----- | ----- | ----- | ----- | ----- | ----- | ----- |
| 869  | 865  | 1 029 | 1 063 | 1 108 | 1 100 | 1 176 | 1 331 | 1 473 |

| 1856  | 1861  | 1866  | 1872  | 1876  | 1881  | 1886  | 1891  | 1896 |
| ----- | ----- | ----- | ----- | ----- | ----- | ----- | ----- | ---- |
| 1 543 | 1 520 | 1 473 | 1 330 | 1 200 | 1 100 | 1 064 | 1 028 | 975  |

| 1901  | 1906 | 1911 | 1921 | 1926 | 1931 | 1936 | 1946  | 1954  |
| ----- | ---- | ---- | ---- | ---- | ---- | ---- | ----- | ----- |
| 1 002 | 960  | 998  | 851  | 870  | 948  | 998  | 1 046 | 1 089 |

| 1962  | 1968  | 1975  | 1982  | 1990  | 1999  | 2006  | 2011  | 2016  |
| ----- | ----- | ----- | ----- | ----- | ----- | ----- | ----- | ----- |
| 1 222 | 1 349 | 1 678 | 2 021 | 2 619 | 2 838 | 3 157 | 3 270 | 3 304 |

| 2021  | 2022  | - | - | - | - | - | - | - |
| ----- | ----- | - | - | - | - | - | - | - |
| 3 437 | 3 495 | - | - | - | - | - | - | - |

## Économie

### Agriculture
La vocation agricole de la commune s'est développée grâce à des moyens performants d'irrigation (Canaux, Sorgue, etc.) qui permettent cultures maraîchères et fruitières de qualité. La culture de la vigne, sur ce terroir classé en côtes-du-rhône (AOC), y est traditionnelle. Sous les papes d'Avignon, la renommée de ses vins éclipsait même celle de Châteauneuf-du-Pape.

### Industrie
La commune accueille l'un des quatre centres d'embouteillage de l'Européenne d'Embouteillage. C'est le siège social de cette entreprise. Elle héberge également le centre d'expédition d'Aroma-Zone.

### Tourisme
Avec sa proximité d'Avignon et de son riche patrimoine, du Luberon, des Alpilles, la présence de la Sorgue, etc. le tourisme occupe directement (camping, restauration, gîtes, etc.) ou indirectement (artisans, etc.) une place importante dans l'économie de la commune.

## Vie locale
À quelques kilomètres à peine, les zones commerciales à l'est d'Avignon offrent de nombreux commerces, grandes surfaces spécialisées et supermarchés.
C'est à Châteauneuf-de-Gadagne qu'a eu lieu en 1996, le premier concert de chorales en faveur de la recherche médicale en ophtalmologie menée par l'association Retina France. Ce premier concert qui réunissait 7 chorales fut le catalyseur du plus grand événement de chorales en France appelé « Mille Chœurs pour un Regard » qui mobilise aujourd'hui des milliers de chorales en France. L'idée originale est attribuée à René Sicre habitant du village, malvoyant et adhérent de Retina France[réf. nécessaire].

### Enseignement
Châteauneuf-de-Gadagne possède une école maternelle, une crèche, une école primaire publique (l'école Pierre-Goujon), ainsi qu'une école privée (Saint-Charles). Collèges, lycées et université sur Avignon. Néanmoins, Châteauneuf-de-Gadagne dépend du collège du pays des Sorgues qui se trouve au Thor.

### Sports
Deux stades de football : le stade Paul-Mille sur le plateau et le stade de la Galère.
Jeux de boules, pétanque notamment, sur le plateau.
Piscine municipale, centre équestre, courts de tennis.
Complexe de Padel (Provence Padel).

### Santé
Les hôpitaux les plus proches sont à Avignon.

### Écologie et recyclage
Depuis 2007, un plan vert est en projet, mis en place par la responsable du recyclage des ordures ménagères à la mairie, Mme Vial. Ce projet vise à mieux gérer l'urbanisme du village et à en reboiser certaines parties.
La collecte et traitement des déchets des ménages et déchets assimilés et protection et mise en valeur de l'environnement se fait dans le cadre de la communauté de communes du Pays des Sorgues et des Monts de Vaucluse.

### Cultes
L'église paroissiale, placée sous le vocable de Jean-le-Baptiste, est de type roman, remaniée au XVIIIe siècle. Initialement, elle a été un prieuré des chanoines augustiniens de Saint-Ruf de Montpellier.
La chapelle Saint-Roch, en l'honneur de ce saint anti-pesteux, a été construite au centre du village.

## Lieux et monuments

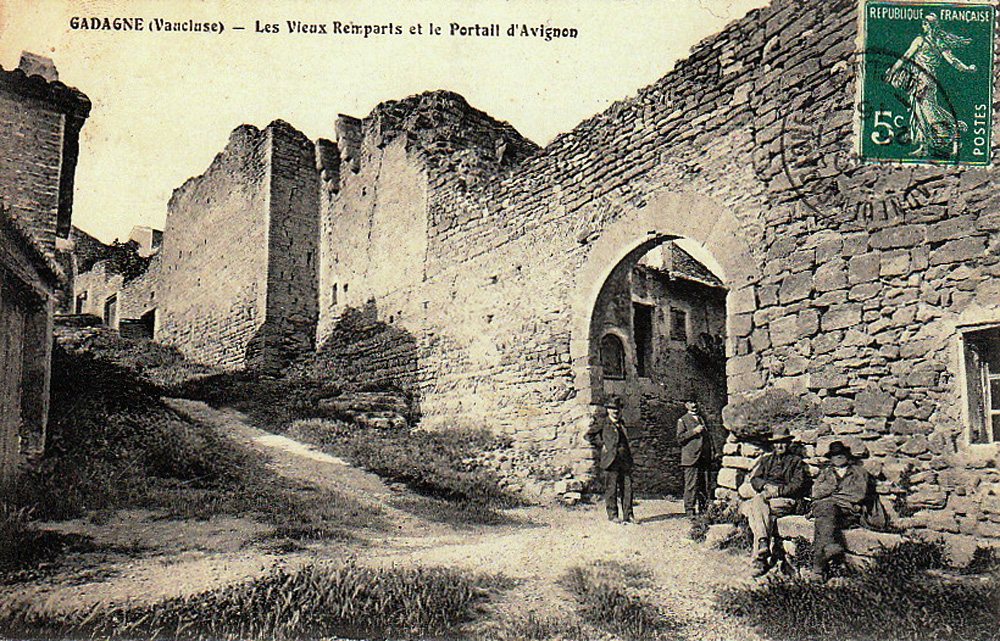
Vieux remparts de Châteauneuf-de-Gadagne et porte d'Avignon.

- Château de Font-Segugne. Lieu de résidence d'Alphonse Tavan et berceau du Félibrige en 1854.
- Église Saint-Jean-Baptiste de Châteauneuf-de-Gadagne.
- Croix.
- Reste de fortification avec d'anciennes portes.
- Monument aux morts, Première Guerre mondiale.
- Une chapelle dédiée à saint Roch.
- Le Chemin des Gariguettes ayant donné son nom à la fraise Gariguettes où un chercheur castelnovin composait les équipes du Centre Inra d’Avignon fin des années 70[34].
- Moulin de Blanchefleur, ancien moulin à eau, monument historique[35]
- Parc de l'Arbousière, jardin public.

## Galerie

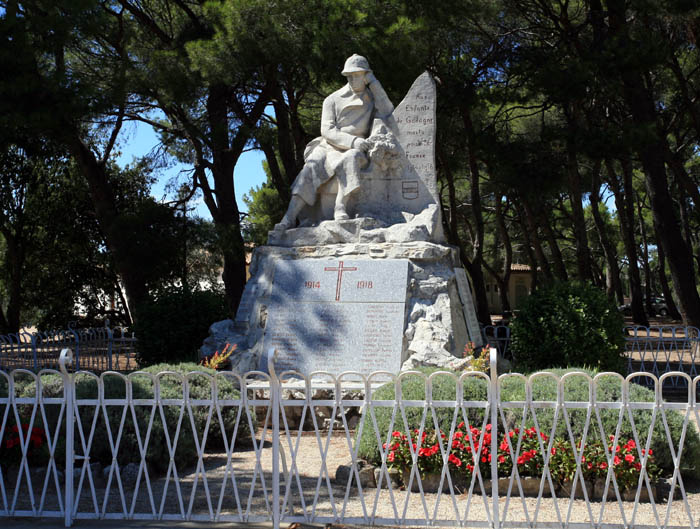
Monument aux morts de la Première Guerre mondiale.
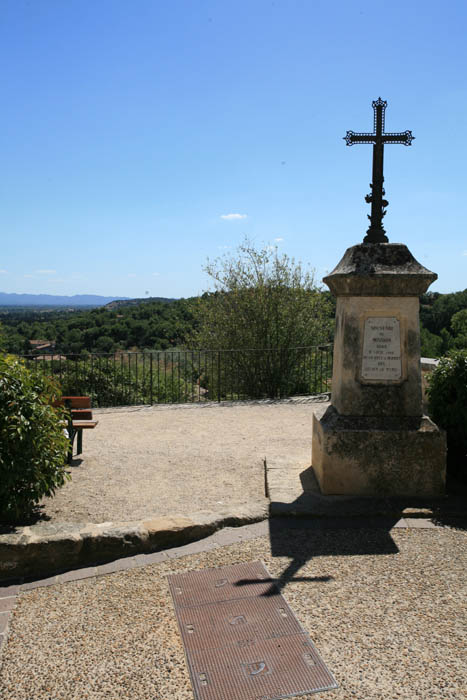
La croix.
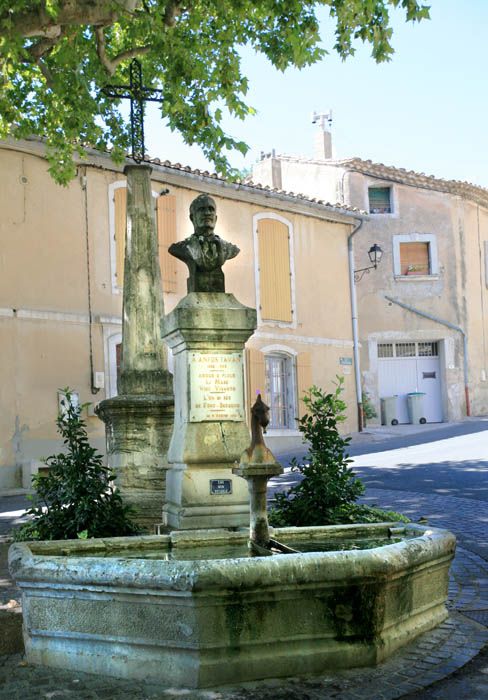
Monument dédié à Alphonse Tavan.

## Personnalités liées à la commune
- Charles-Félix de Galéan (1620-1700), duc de Gadagne.
- Alphonse Tavan (1833-1905), poète, cofondateur du Félibrige.
- Jean Garcin (1917-2006), résistant et homme politique.

Châteauneuf-de-Gadagne est le berceau du Félibrige, réunion de poètes provençaux, cofondé par Alphonse Tavan, Frédéric Mistral, Joseph Roumanille, Théodore Aubanel, Anselme Mathieu, Paul Giéra et Jean Brunet.